# Orlando Jones

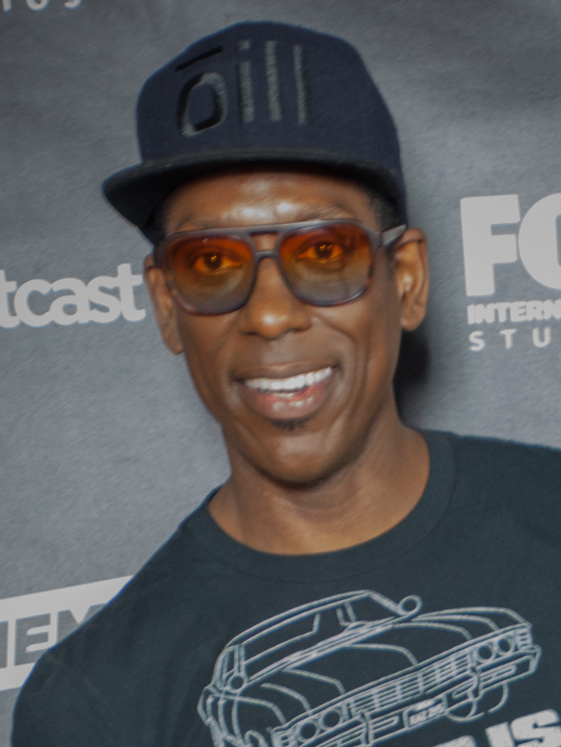
Orlando Jones, 2015

Orlando Jones (* 10. April 1968 in Mobile, Alabama) ist ein US-amerikanischer Schauspieler und Comedian.

## Leben
Orlando Jones wurde in Mobile, im Bundesstaat Alabama geboren. Er besuchte in Mauldin, South Carolina die Highschool, und machte 1986 seinen Abschluss. Anschließend ging er auf das College of Charleston, das er aber 1990 ohne Abschluss wieder verließ.
Jones ist Veganer, und seit 2008 mit dem Model Jacqueline Staph verheiratet.

## Karriere
Seine erste Rolle erhielt er 1992 in einer Episode als ein Polizist in der US-amerikanischen Sitcom Vier mal Herman. Im selben Jahr sah man ihn in zwei Folgen der Comedyserie College Fieber, bevor ihm 1995 der Durchbruch bei MADtv gelang. In dieser Fernsehserie parodierte er in 41 Episoden von 1995 bis 1997 mehrere Charaktere, darunter zählen Snoop Doggy Dogg, Samuel L. Jackson, Dennis Rodman, Ike Turner, O. J. Simpson, Ice Cube, Eddie Murphy, Bill Cosby und Michael Winslow zu den bekanntesten.
Im Jahr 1999 erhielt er eine Nebenrolle in dem von Paul Thomas Anderson gedrehten Film Magnolia, zu sehen ist Jones mit Tom Cruise, William H. Macy und Julianne Moore. Im selben Jahr verkörperte er einen Drogendealer in dem Drama Liberty Heights von Barry Levinson, mit Adrien Brody und Ben Foster in den Hauptrollen. 
Im Jahr 2000, war Jones in drei Filmen zu sehen. In der Filmkomödie Chain of Fools trat er neben Steve Zahn, Salma Hayek und Elijah Wood in einer Doppelrolle auf. Dies wurde getoppt in Teuflisch mit Brendan Fraser und Elizabeth Hurley in den Hauptrollen, wo er insgesamt sieben Rollen verkörperte. In Helden aus der zweiten Reihe spielte Jones einen Amateur-Footballspieler, dessen Mannschaft den Streik der Profis unterbindet und dabei erfolgreich von Gene Hackman und Keanu Reeves trainiert wird.
Mit David Duchovny, Seann William Scott und Julianne Moore, rettete er als Professor Harry Block im Film Evolution 2001 die Welt vor einer riesigen Amöbe, die durch einen Meteoriten auf die Erde gelangte und sich durch falsche Bekämpfung aus fremden Mikroorganismen entwickelt hat. Eine Nebenrolle hatte er in der Komödie Ohne Worte, mit Chris Klein und Heather Graham. In Die doppelte Nummer, einer Neuverfilmung von Die Brücke der Vergeltung, verkörperte Jones im selben Jahr einen Investmentbanker, der eine Scheinfirma auffliegen lässt. 
Als Hologramm Vox 114 in The Time Machine empfing er 2002 einen Zeitreisenden in der New York Public Library. In dem Actionfilm Biker Boyz spielte Jones den Anwalt der Black Knights, die von Smoke, dem selbsternannten „König von Kalifornien“ (Laurence Fishburne) angeführt werden. Eine kleine Rolle erhielt er 2003 in der Grisham-Verfilmung Das Urteil von Gary Fleder, mit John Cusack, Dustin Hoffman und Gene Hackman in den Hauptrollen. 
Im Horrorfilm Die Fährte des Grauens verkörperte Jones 2007 einen Kameramann. Einen Cameo-Auftritt hatte er in der Filmkomödie Ich glaub, ich lieb meine Frau von und mit Chris Rock. Ebenfalls 2007 hatte Jones einen Gastauftritt in der Fantasy-Mystery-Fernsehserie Ghost Whisperer – Stimmen aus dem Jenseits (Folge Der Hellseher / Unhappy Medium). In der US-amerikanischen Sitcom Rules of Engagement verkörperte Jones 2009 in vier Folgen den Charakter Brad. 
Im gefloppten Fantasyfilm Mitternachtszirkus – Willkommen in der Welt der Vampire von Paul Weitz hatte Jones 2009 eine Nebenrolle und war neben John C. Reilly (als Vampir) zu sehen. An der Seite von Michael Douglas und Jesse Metcalfe trat er im selben Jahr in dem Thriller Gegen jeden Zweifel als Nebendarsteller auf.  In Episode 13 der sechsten Staffel von Dr. House spielte Jones 2010 den Bruder von Dr. Eric Foreman (Omar Epps). 2011 stand er als Lawrence Kingman in einer Folge von CSI: Miami vor der Kamera.

## Filmografie (Auswahl)
- 1998: Jackpot – Krach in Atlantic City (Sour Grapes)
- 1999: Alles Routine
- 1999: Magnolia
- 1999: Liberty Heights
- 2000: From Dusk Till Dawn 3 – The Hangman’s Daughter (From Dusk Till Dawn 3: The Hangman’s Daughter)
- 2000: Helden aus der zweiten Reihe (The Replacements)
- 2000: Teuflisch (Bedazzled)
- 2000: Chain of Fools
- 2001: Evolution
- 2001: Ohne Worte (Say It Isn’t So)
- 2001: Die doppelte Nummer (Double Take)
- 2002: Drumline
- 2002: The Time Machine
- 2003: Biker Boyz
- 2003: Das Urteil (Runaway Jury)
- 2004: House of D
- 2007: Die Fährte des Grauens (Primeval)
- 2007: Ich glaub, ich lieb meine Frau (I Think I Love My Wife)
- 2007: Ghost Whisperer – Stimmen aus dem Jenseits (Ghost Whisperer, Fernsehserie, Folge 3x07 Der Hellseher)
- 2008: Alle hassen Chris (Everybody hates Chris, Fernsehserie, zwei Folgen)
- 2008: Pushing Daisies (Fernsehserie, eine Folge)
- 2009: Mitternachtszirkus – Willkommen in der Welt der Vampire (Cirque du Freak: The Vampire's Assistant)
- 2009: Gegen jeden Zweifel (Beyond a Reasonable Doubt)
- 2009: Rules of Engagement (Fernsehserie, vier Folgen)
- 2010: Dr. House (House, Fernsehserie, Folge 6x13 Possenspiel mit Opossum)
- 2011: The Chicago 8
- 2011: Seconds Apart
- 2011: CSI: Miami (Fernsehserie, Folge 10x06 Wessen Werk war Teufels Beitrag?)
- 2011: Dr. Dani Santino – Spiel des Lebens (Necessary Roughness, Fernsehserie, zwei Folgen)
- 2012: The Tournament Challenge Challenged (Kurzfilm)
- 2012: Meridian
- 2013: Enemies Closer (Film mit Jean-Claude Van Damme)
- 2013: Tainted Love (Youtube-Miniserie)
- 2013–2015: Sleepy Hollow (Fernsehserie, 31 Folgen)
- 2017–2019: American Gods (Fernsehserie)
- 2020: The Good Lord Bird (Miniserie)
- 2022–2023: Abbott Elementary (Fernsehserie, 3 Folgen)